# Katharina von Pfalz-Simmern
Katharina von Pfalz-Simmern (* 27. März 1510; † 22. März 1572 im Kloster Kumbd) war eine Äbtissin im Kloster Kumbd. 

## Leben
Katharina war das älteste Kind des Pfalzgrafen und Herzogs Johann II. von Simmern (1492–1557) aus dessen Ehe mit Beatrix (1492–1535), Tochter des Markgrafen Christoph I. von Baden. Sie war eine Schwester des Kurfürsten Friedrich III. von der Pfalz.
Katharina trat in das Zisterzienserinnenkloster Kumbd ein, dessen Äbtissin sie 1563 wurde und in ihrem Amt dort die Reformation unterstützte. Das Kloster wurde während ihrer Amtszeit 1566 durch ihren jüngeren Bruder Pfalzgraf Georg von Simmern aufgehoben. Die Äbtissin und die Nonnen des Klosters lebten allerdings noch bis zu Katharinas und deren Nachfolgerin Tod im Stift, danach wurde das Kloster 1574 von Georg eingezogen. Katharina wurde im Kloster Kumbd bestattet.
Katharina beschäftigte sich intensiv mit Heilkunde und entwickelte zahlreiche Mittel gegen verschiedenste Krankheiten. 152 ihrer Rezepte veröffentlichte ihr Neffe Ludwig VI. von der Pfalz 1570 in Amberg unter dem Titel “A capite ad calcem”. 